# 1116
| 1116               |
| ------------------ |
| Dødsfald - Fødsler |
|                    |

| Gregoriansk kalender | 1116 MCXVI              |
| Ab urbe condita      | 1869                    |
| Armensk kalender     | 565 ԹՎ ՇԿԵ              |
| Kinesiske kalender   | 3812 – 3813 乙未 – 丙申 |
| Etiopisk kalender    | 1108 – 1109             |
| Jødisk kalender      | 4876 – 4877             |
| Hindukalendere       |                         |
| - Vikram Samvat      | 1171 – 1172             |
| - Shaka Samvat       | 1038 – 1039             |
| - Kali Yuga          | 4217 – 4218             |
| Iransk kalender      | 494 – 495               |
| Islamisk kalender    | 509 – 510               |

Konge i Danmark: Niels 1104–1134
Se også 1116 (tal)